# Phylica pustulata
Phylica pustulata är en brakvedsväxtart som beskrevs av Henry Phillips. Phylica pustulata ingår i släktet Phylica och familjen brakvedsväxter. Inga underarter finns listade i Catalogue of Life.